# ハンマミーヤ
ハンマミーヤは、吉本興業東京本社に所属していた日本のお笑いコンビ。東京NSC11期生。共に福岡県飯塚市出身。2016年4月3日のライブをもって解散。

## メンバー
- 一木 陵平（いちき りょうへい 、1982年2月28日（43歳） - ）

主にボケを担当。
身長170cm、体重62kg、血液型はA型。
特技はモノマネ(自称レパートリー7000ほど)、トランプ飛ばし、ハトムネプレス。
小学生の頃、ソフトボールでセカンドゴロがホームランになったことがあるのが自慢。
コンビ解散後は、ピン芸人「イチキップリン」として活動。コンビ時代から生かしていたモノマネを主な芸としており、主なレパートリーには石橋貴明、井上陽水、梅沢富美男、桑田佳祐、山下達郎、六角精児などがある。パンサー尾形の尾形軍団のメンバーの一人である。

- 犬塚裕大（いぬづか ゆうだい 、1981年9月28日（43歳） - ）

主にツッコミを担当。
身長165cm、体重54kg、血液型はA型。
趣味・特技は押す演技、ビート板。
コンビ解散後は、ピン芸人「犬塚大冒険」として活動。

## 出演番組
- おはスタ（テレビ東京、2014年2月11日） - 『ひなこ姫を起こせ!』に出演

## 単独ライブ
- 『Mr.エンドルフィン!! ～史上最強の夏休み～』（2013年8月27日）ヨシモト∞ホール[1]。